# الغراب (فلم 1943)
الغراب (بالفرنسية: Le Corbeau) هو فيلم فرنسي صدر عام 1943 من إخراج هنري جورج كلوزو وبطولة بيير فريسناي، ميتشيلين فرانسي وبيير لاركي. يدور الفيلم حول بلدة فرنسية يتلقى فيها عدد من المواطنين رسائل مجهولة الاسم تحتوي على معلومات تشهيرية تستهدف على وجه الخصوص طبيبًا متهمًا بالإجهاض. الغموض الذي يحيط بالخطابات يتصاعد في النهاية إلى أعمال عنف. تسبب الفيلم في مشاكل كبيرة لمخرجه بعد الحرب العالمية الثانية حيث تم إنتاجه من قبل شركة كونتيننتال فيلمز، وهي شركة إنتاج ألمانية تأسست بالقرب من بداية احتلال فرنسا، ولأن الفيلم كان ينظر إليه من قبل الصحافة السرية والصحافة الشيوعية على أنه تشويه لسمعة الشعب الفرنسي. لهذا السبب، مُنع كلوزو في البداية من الإخراج مدى الحياة في فرنسا، لكن لم يدم القرار طويلاً وانتهى المنع في عام 1947. لكن الفيلم ظل ممنوعًا حتى عام 1969.

## التصوير
تم تصويره في ستوديوهات Billancourt في باريس مع تصوير بعض المشاهد في كوميونة Montfort-l'Amaury التابعة لمنطقة إيل دو فرانس.

## العرض والإصدار
صدر الفيلم في فرنسا في 28 سبتمبر 1943. وعلى الرغم من حظر الفيلم بعد الحرب ودعم اليساريين إبقاء الحظر ساريًا، تم عرض الفيلم في نوادي السينما في مختلف أنحاء فرنسا وغالبًا ما اجتذب الآلاف من رواد السينما.